# Progeryonidae
Progeryonidae is een familie van krabben, behorende tot de superfamilie Goneplacoidea.

## Systematiek
In deze familie worden volgende genera onderscheiden: 
- Paragalene Kossmann, 1878
- Progeryon Bouvier, 1922
- Rhadinoplax Castro & Ng, 2008